# Peter Pan (película de 2003)
Peter Pan: La gran aventura es una película de fantasía y aventuras del año 2003 dirigida por P. J. Hogan, y basada en el clásico libro infantil Peter Pan y Wendy de J.M. Barrie. Fue estrenada en los Estados Unidos el 25 de diciembre de 2003. En España se estrenó en los cines el 26 de marzo de 2004.

## Argumento
En el Londres de 1904, Wendy Darling les cuenta a sus hermanos menores John y Michael historias del Capitán Garfio y Peter Pan quien escucha desde fuera de la ventana de su habitación. Insatisfecha con las historias de Wendy, la tía Millicent aconseja a los Darling que se concentren en sus perspectivas de futuro. Una noche, Wendy ve a Peter Pan regresar a la habitación para verla dormir, pero su sombra es mordida por Nana, la perra nodriza de la familia. En la escuela, la maestra de Wendy la descubre dibujando a Peter Pan. Wendy intenta evitar que una carta disciplinaria llegue a su padre, solo para avergonzarlo públicamente cuando Nana la persigue hasta el banco, algo que enfurece a su padre y le advierte a Wendy que mañana empezará sus lecciones con la tía Millicent, pues ya es tiempo de que madure.
En la noche, los padres de Wendy van a una fiesta y los niños van a la cama, Peter Pan junto con su hada amiga llamada Campanilla se infiltran en la casa buscando su sombra, sin embargo, Wendy los descubre y Peter se hace amigo de Wendy, quien le ayuda a coser su sombra para que no vuelva a escapar, aunque Campanilla empieza a tener celos de Wendy. Peter Invita a Wendy a el país de Nunca Jamás para que pueda contar sus historias a su pandilla de los Niños Perdidos, pero antes de partir, Wendy le pide a Peter que también vayan sus hermanos. Usando el polvo de hadas de Campanilla, los cuatro vuelan hacia el país de Nunca Jamás, mientras Nana alerta al Sr. y a la Sra. Darling de lo que ha sucedido, quienes entran corriendo junto con la tía Millicent a la habitación para encontrarla vacía y con la ventana abierta. Mientras tanto el Capitán Garfio y su tripulación pirata pronto atacan a los niños. Celosa del afecto de Peter por Wendy, Campanilla  engaña a los Niños Perdidos para que le disparen a la niña desde el cielo, quienes la confunden con un pájaro. Afortunadamente, Wendy sobrevive, salvada por una bellota que Peter le había dado antes. Peter destierra a Campanilla y pone fin a su amistad.
Wendy acepta la invitación de los niños perdidos solicitan ser su "madre", mientras que Peter asume el papel de su padre. Mientras tanto, John y Michael se encuentran con Tiger Lily, una princesa nativa americana, y Garfio y su tripulación los llevan a los tres al Castillo Negro. Peter, Wendy y los Niños Perdidos los rescatan, mientras Garfio es perseguido por el cocodrilo que lo ha seguido durante años. Después de una celebración en el campamento de nativos americanos, Peter le muestra a Wendy las hadas. casa y los dos comparten un baile romántico. Garfio espía a la pareja y convence a Campanilla de que Peter en algún momento elegirá dejar Nunca Jamás por Wendy. Cuando Wendy le pide a Peter que exprese sus sentimientos, él, enojado, le exige que regrese a casa, negándose a creer que alguna vez pueda sentir amor sin tener que crecer. Luego, Peter se va volando, regresa a la casa de los Darling e intenta sin éxito cerrar la ventana abierta, decidido a mantener a Wendy en Nunca Jamás.
Wendy insta a sus hermanos a que regresen a casa con ella, ya que están empezando a olvidar a sus padres. Los Niños Perdidos finalmente deciden unirse a ellos, para consternación de Peter. Wendy se despide de Peter y le deja un vaso de medicina para beber. Cuando Wendy abandona el escondite, ella y el resto de los niños son capturados por la tripulación de Garfio, quien también envenena la medicina de Peter. Sin embargo, Campanilla lo bebe y sucumbe. Devastado, Peter, que se disculpa, proclama repetidamente su creencia en las hadas y telepáticamente se acerca a todos en Nunca Jamás y Londres para hacer lo mismo. Esto revive a Campanilla, quien ayuda a Peter a rescatar a Wendy y liberar a los Niños Perdidos. Durante la pelea que siguió con los piratas, Garfio usa con fuerza el polvo de Campanilla para otorgarle habilidades de vuelo. Durante su duelo, Garfio se burla de Peter acerca de que Wendy quiere abandonarlo y de que en algún momento crecerá y se casará con otro hombre. Debilitado, Peter cae y queda incapacitado. Garfio le permite a Wendy despedirse de Peter antes de matarlo. Finalmente, Wendy profesa su amor por Peter y lo besa, lo que le devuelve la felicidad.
Lleno de vida nuevamente, Peter derrota a Garfio, quien es tragado por el cocodrilo. Cubriendo el Jolly Roger con polvo de hadas, Peter lleva a Wendy y a los niños de regreso a Londres, donde se reúnen con sus padres, quienes adoptan al resto de los Niños Perdidos. Slightly, que se perdió camino a Londres y llega tarde a la casa, es adoptado por la tía Millicent mientras el señor Darling los adopta como nuevos hijos. Peter le promete a Wendy que nunca la olvidará y que un día volverá a visitarla, antes de regresar a Nunca Jamás con Campanilla. A pesar de no volver a ver a Peter, ella continúa contando su historia a sus propios hijos y, a su vez, a sus nietos, etc.

### Final alternativo
Se muestra a Wendy de adulta contándole la historia de Peter Pan a su hija, Jane, antes de ir a dormir. Mientras Wendy está por irse de la habitación, Peter Pan aparece y se mete junto con Campanilla, creyendo que Wendy estaba en la cama. Cuando es descubierto, Peter se sorprende al ver a Wendy adulta comienza a llorar. En eso, Jane despierta y conoce a Peter Pan, quien le muestra que puede volar y que ya conocía a Wendy. Peter le propone a Wendy llevar a Jane a mostrarle el país de Nunca Jamás, a lo que Wendy acepta siempre y cuando la regrese a salvo y a tiempo. Así, Peter, Jane y Campanilla salen volando de la ventana mientras Wendy los ve con una sonrisa.

## Reparto
- Jeremy Sumpter como Peter Pan.
- Rachel Hurd-Wood como Wendy Darling.
- Jason Isaacs como Capitán Garfio/Sr. Darling
- Harry Newell como John Darling.
- Freddie Popplewell como  Michael Darling.
- Ludivine Sagnier como Campanilla.
- Lynn Redgrave como la Tía Millicent.
- Richard Briers como Smee.
- Olivia Williams como la Sra. Darling
- Geoffrey Palmer como Sir Edward Quiller Couch.

## Recepción y crítica
En el fin de semana de Navidad de 2003 en los Estados Unidos, la película ganaron un total presupuesto de  $14,627,615 millones en sus últimos cuatro días de estreno, seguido de Cheaper by the Dozen y Paycheck. Una ganancia total de $48,462,608 millones de dólares en todo el país, en sólo cuatro meses, 100 días y 15 semanas de exhibición. En el resto del mundo, con una total recaudación de $73,512,403 millones de dólares como una de las mejores películas más taquilleras de 2003-2004. Según el portal de internet Rotten Tomatoes, la película también gustó con un 77% a nivel de audiencia.

## Estrenos
| País                                                                          | Fecha de estreno                  |
| ----------------------------------------------------------------------------- | --------------------------------- |
| Alemania                                                                      | Jueves 1 de abril de 2004         |
| Argentina                                                                     | Jueves 19 de febrero de 2004      |
| Australia                                                                     | Jueves 18 de diciembre de 2003    |
| Austria                                                                       | Viernes 2 de abril de 2004        |
| Baréin                                                                        | Miércoles 7 de abril de 2004      |
| Bélgica                                                                       | Miércoles 18 de febrero de 2004   |
| Belice · Costa Rica · El Salvador · Guatemala · Honduras · Nicaragua · Panamá | Viernes 30 de enero de 2004       |
| Bolivia                                                                       | Jueves 22 de enero de 2004        |
| Brasil                                                                        | Viernes 9 de enero de 2004        |
| Bulgaria                                                                      | Viernes 26 de marzo de 2004       |
| Chile                                                                         | Jueves 1 de enero de 2004         |
| Colombia                                                                      | Viernes 9 de enero de 2004        |
| Corea del Sur                                                                 | Viernes 16 de enero de 2004       |
| Croacia                                                                       | Jueves 25 de marzo de 2004        |
| Dinamarca                                                                     | Viernes 2 de abril de 2004        |
| Ecuador                                                                       | Viernes 9 de enero de 2004        |
| Egipto                                                                        | Miércoles 31 de diciembre de 2003 |
| Emiratos Árabes Unidos                                                        | Miércoles 28 de enero de 2004     |
| Eslovenia                                                                     | Jueves 25 de marzo de 2004        |
| España                                                                        | Viernes 26 de marzo de 2004       |
| Estados Unidos · Canadá                                                       | Jueves 25 de diciembre de 2003    |
| Estonia                                                                       | Viernes 12 de marzo de 2004       |
| Filipinas                                                                     | Sábado 10 de abril de 2004        |
| Finlandia                                                                     | Viernes 19 de marzo de 2004       |
| Francia                                                                       | Miércoles 4 de febrero de 2004    |

| País                         | Fecha de estreno                  |
| ---------------------------- | --------------------------------- |
| Grecia                       | Viernes 26 de marzo de 2004       |
| Hong Kong                    | Jueves 22 de enero de 2004        |
| Hungría                      | Jueves 12 de febrero de 2004      |
| India                        | Viernes 23 de abril de 2004       |
| Indonesia                    | Miércoles 18 de febrero de 2004   |
| Islandia                     | Viernes 26 de marzo de 2004       |
| Israel                       | Jueves 25 de marzo de 2004        |
| Italia                       | Viernes 2 de abril de 2004        |
| Jamaica                      | Miércoles 25 de febrero de 2004   |
| Japón                        | Sábado 17 de abril de 2004        |
| Jordania                     | Miércoles 7 de abril de 2004      |
| Kuwait                       | Miércoles 7 de abril de 2004      |
| Letonia                      | Viernes 12 de marzo de 2004       |
| Líbano                       | Jueves 29 de enero de 2004        |
| Lituania                     | Viernes 9 de abril de 2004        |
| Malasia                      | Miércoles 24 de diciembre de 2003 |
| México                       | Miércoles 31 de marzo de 2004     |
| Noruega                      | Viernes 2 de abril de 2004        |
| Nueva Zelanda                | Viernes 26 de diciembre de 2003   |
| Omán                         | Miércoles 7 de abril de 2004      |
| Países Bajos                 | Jueves 19 de febrero de 2004      |
| Perú                         | Jueves 1 de enero de 2004         |
| Polonia                      | Viernes 5 de marzo de 2004        |
| Portugal                     | Jueves 25 de marzo de 2004        |
| Catar                        | Miércoles 7 de abril de 2004      |
| Reino Unido Irlanda          | Viernes 26 de diciembre de 2003   |
| República Checa · Eslovaquia | Jueves 15 de abril de 2004        |
| República Dominicana         | Jueves 8 de enero de 2004         |
| Rumania                      | Viernes 2 de abril de 2004        |
| Rusia                        | Jueves 18 de marzo de 2004        |
| Serbia y Montenegro          | Jueves 1 de abril de 2004         |
| Singapur                     | Jueves 22 de enero de 2004        |
| Sudáfrica                    | Viernes 2 de enero de 2004        |
| Suecia                       | Viernes 5 de marzo de 2004        |
| Suiza                        | Miércoles 4 de febrero de 2004    |
| Tailandia                    | Jueves 4 de marzo de 2004         |
| Taiwán                       | Sábado 17 de enero de 2004        |
| Turquía                      | Viernes 23 de enero de 2004       |
| Ucrania                      | Jueves 18 de marzo de 2004        |
| Uruguay                      | Viernes 30 de enero de 2004       |
| Venezuela                    | Miércoles 14 de enero de 2004     |

## Premios
- 2004
  - Saturn Award - Best Performance by a Younger Actor
  - Young Artist Award
    - Best Family Feature Film - Drama
    - Best Performance in a Feature Film - Leading Young Actor